# Julio Dormal
Jules Dormal Godet (más conocido como Julio Dormal) (Lieja, Bélgica; 1846 – Buenos Aires, Argentina; 22 de marzo de 1924) fue un arquitecto belga que trabajó fundamentalmente en la ciudad de Buenos Aires. Fue socio fundador de la Sociedad Central de Arquitectos en la Argentina, y un importante representante del academicismo francés en la arquitectura argentina.
Se recibió de ingeniero en la ciudad de Lieja, donde había nacido; y luego de arquitecto en la Escuela Central de Arquitectura de París. Llegó a Argentina en 1868, con el objetivo de instalar un frigorífico en Puerto Ruiz, cerca de Gualeguay en la provincia de Entre Ríos. La empresa fracasó, y luego de un regreso a Europa para cerrar sus negocios, se instaló definitivamente en Buenos Aires en 1870, dedicándose a la arquitectura. Allí el ministro plenipotenciario de Francia le facilitó contactos con figuras de peso en la Argentina, como Domingo Sarmiento y Nicolás Avellaneda.
Uno de sus primeros trabajos fue el diseño del Parque 3 de Febrero a partir de 1875, impulsado por el presidente Sarmiento. Sarmiento asesoró personalmente a Dormal, brindando su opinión acerca de la distribución de árboles y paseos en los terrenos que habían pertenecido a la residencia del gobernador Juan Manuel de Rosas. Dormal diseñó los Portones de Palermo, que marcaban el acceso al parque, y el trazado de la actual Avenida Sarmiento, forestada primero con palmeras y actualmente con plátanos. Pocos años después, el arquitecto proyectó las gradas del Hipódromo Argentino por encargo del Jockey Club.
Fue uno de los miembros fundadores de la Sociedad Estímulo de Bellas Artes en 1876. 
En 1886 fue uno de los socios fundadores de la Sociedad Central de Arquitectos, junto a Ernesto Bunge, Joaquín Mariano Belgrano, Juan Antonio Buschiazzo, Fernando Moog, Otto von Arnim, Juan Martín Burgos, Carlos Altgelt, Enrique Joostens y Adolfo Büttner. 
Julio Dormal proyectó, entre otros, la Casa de Gobierno de la provincia de Buenos Aires en La Plata, el segundo edificio del Teatro Ópera, la sucursal en Villa Urquiza del Banco Nación y algunos pabellones del Jardín Zoológico. Por otra parte, diseñó el monumento al general José de San Martín en la Catedral de Buenos Aires.
En Mar del Plata proyectó tanto la Estación Sur del Ferrocarril del Sud (que funcionaría luego hasta 2009 como Terminal de Ómnibus) y la rambla antigua de madera.
En 1904 se hizo cargo de la dirección de obra del Palacio del Congreso, proyectado por Víctor Meano, quien fuera asesinado en ese año. Al mismo tiempo asumió la terminación de los trabajos del Teatro Colón, obra de Francisco Tamburini que también estaba a cargo de Meano, y diseñó principalmente sus interiores. 
Entre 1910 y 1915 fue miembro del Concejo Deliberante de la Ciudad de Buenos Aires. Se encargó allí de temas edilicios y de urbanismo.
También terminó la construcción del Palacio Pereda, diseñado por el arquitecto Louis Martin para Celedonio Pereda. Una de las residencias más imponentes proyectadas por Dormal fue para Magdalena Dorrego de Ortiz Basualdo, que se encontraba en la media manzana circunscripta por las calles Basavilbaso, Arenales y Maipú, frente a la Plaza San Martín y que se terminó en 1904, año en que recibido el Premio Municipal por su fachada. Consistía en realidad de dos residencias, la mayor con entrada por Arenales 733, donde vivió ella, su hija Inés O.B. de Peña y su nieta Elisa P. de Uribelarrea; y la de Maipú 1210 donde vivió su hijo menor Carlos, casado con Matilde de Anchorena Castellanos quien, a su viudez, se casó con François Verstraeten. Otros palacios de la aristocracia porteña que ya no están en pie fueron los construidos para Carmen Lezica de Peña y Manuel Anselmo Ocampo. La residencia de Julio Peña terminada en 1902 sigue en pie, en la calle Florida, y es sede social de la Sociedad Rural Argentina. Junto a ella, también Dormal proyectó el edificio en cuya planta baja funcionó históricamente la Confitería Richmond hasta su cierre en 2011. 
Por último, existe un edificio de departamentos en la Avenida Belgrano n.º 456, proyectado por el belga en 1912, que se destaca por una gran cornucopia que protagoniza su fachada, y que fue recientemente restaurado con asesoramiento del Museo de la Ciudad. De la misma época son los edificios de departamentos de su autoría en la esquina de la calle Esmeralda y la Avenida Santa Fe, frente a la Plaza San Martín; y en la esquina de las calles Esmeralda y Tucumán.
Dormal proyectó en la calle San Martín 1137 (frente a la Plaza San Martín) el impactante petit-hôtel de cuatro plantas y estilo ecléctico, adonde vivió hasta la fecha de su fallecimiento, en 1924.

## Galería

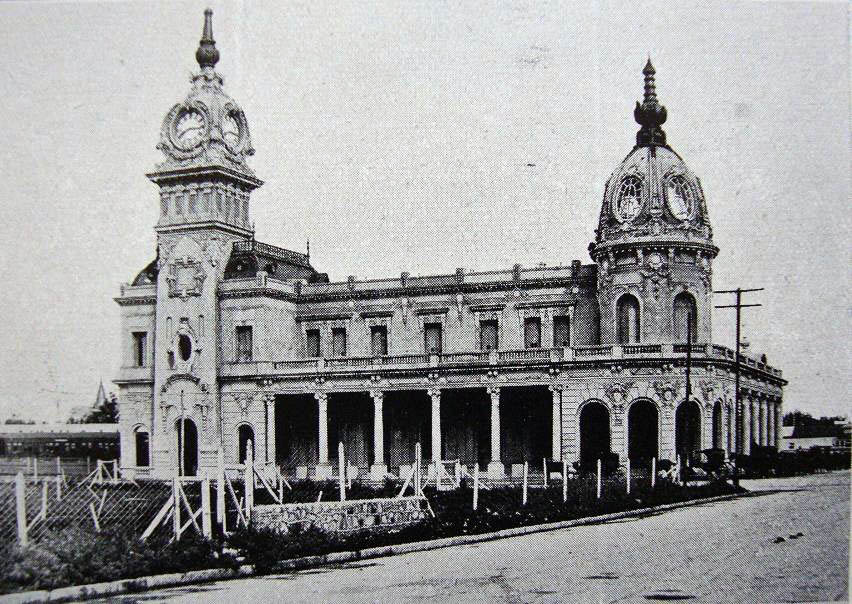
La Estación Mar del Plata Sud
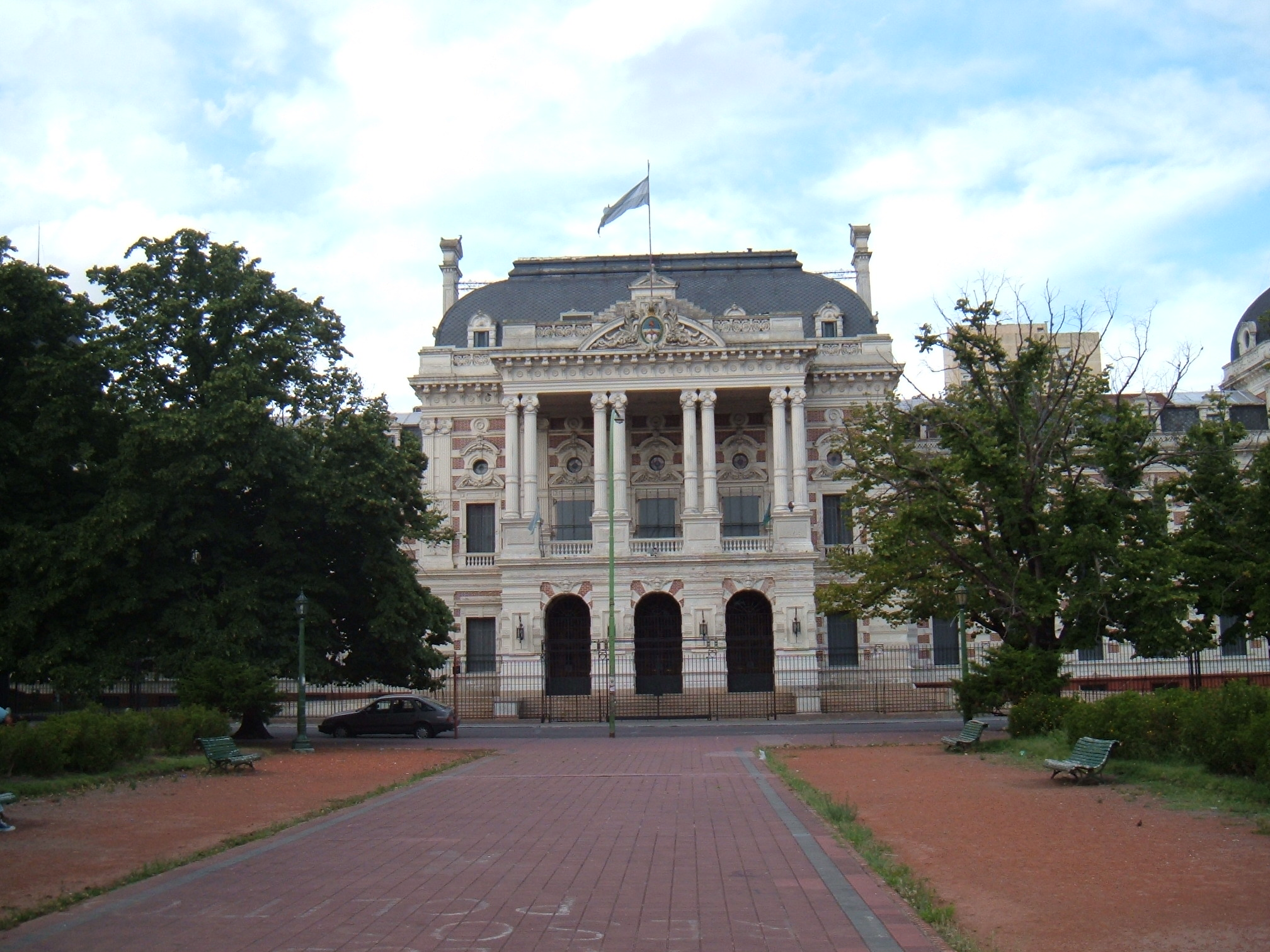
La Casa de Gobierno en La Plata
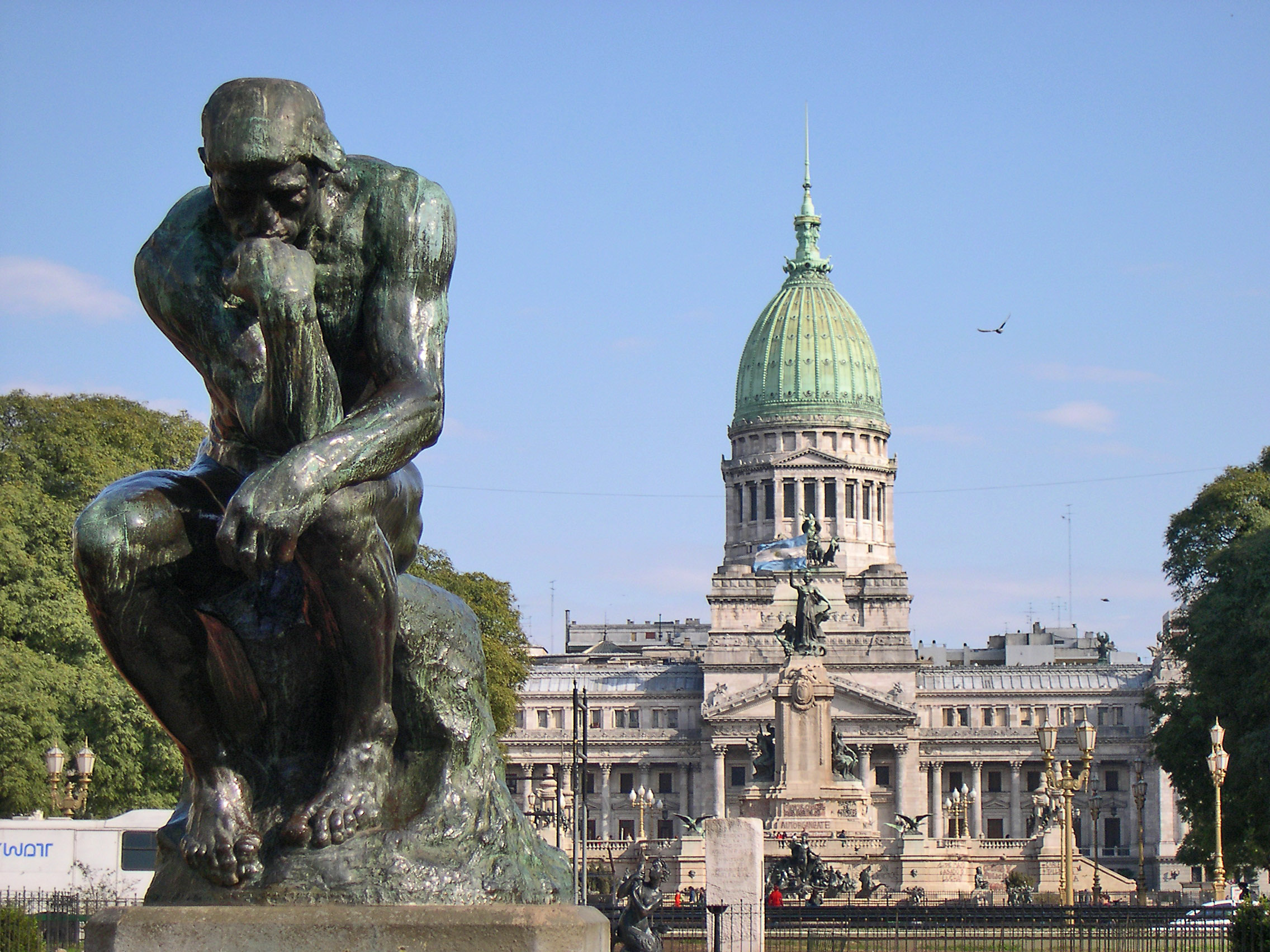
El Palacio del Congreso (obra de Meano)
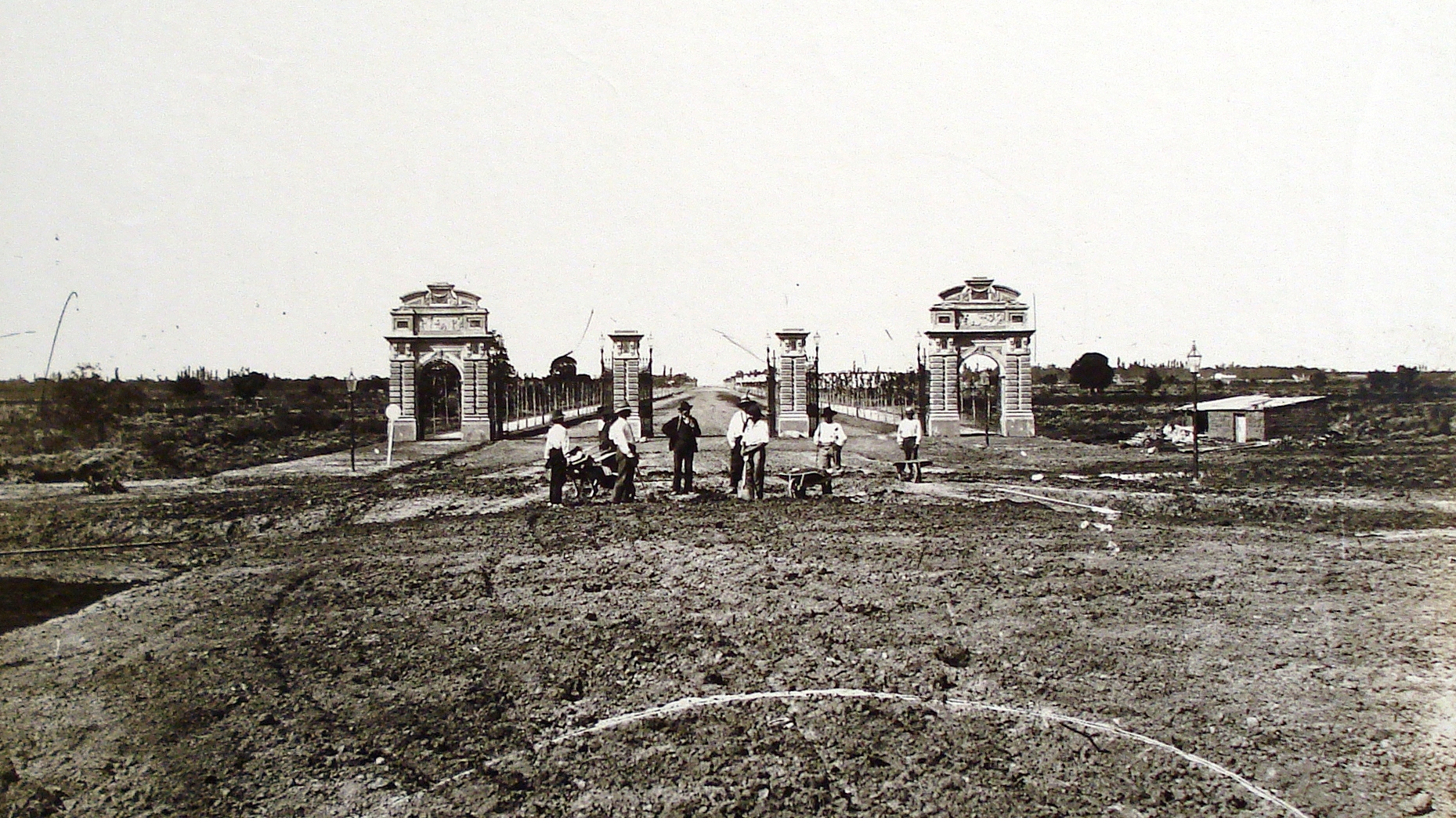
Los Portones de Palermo
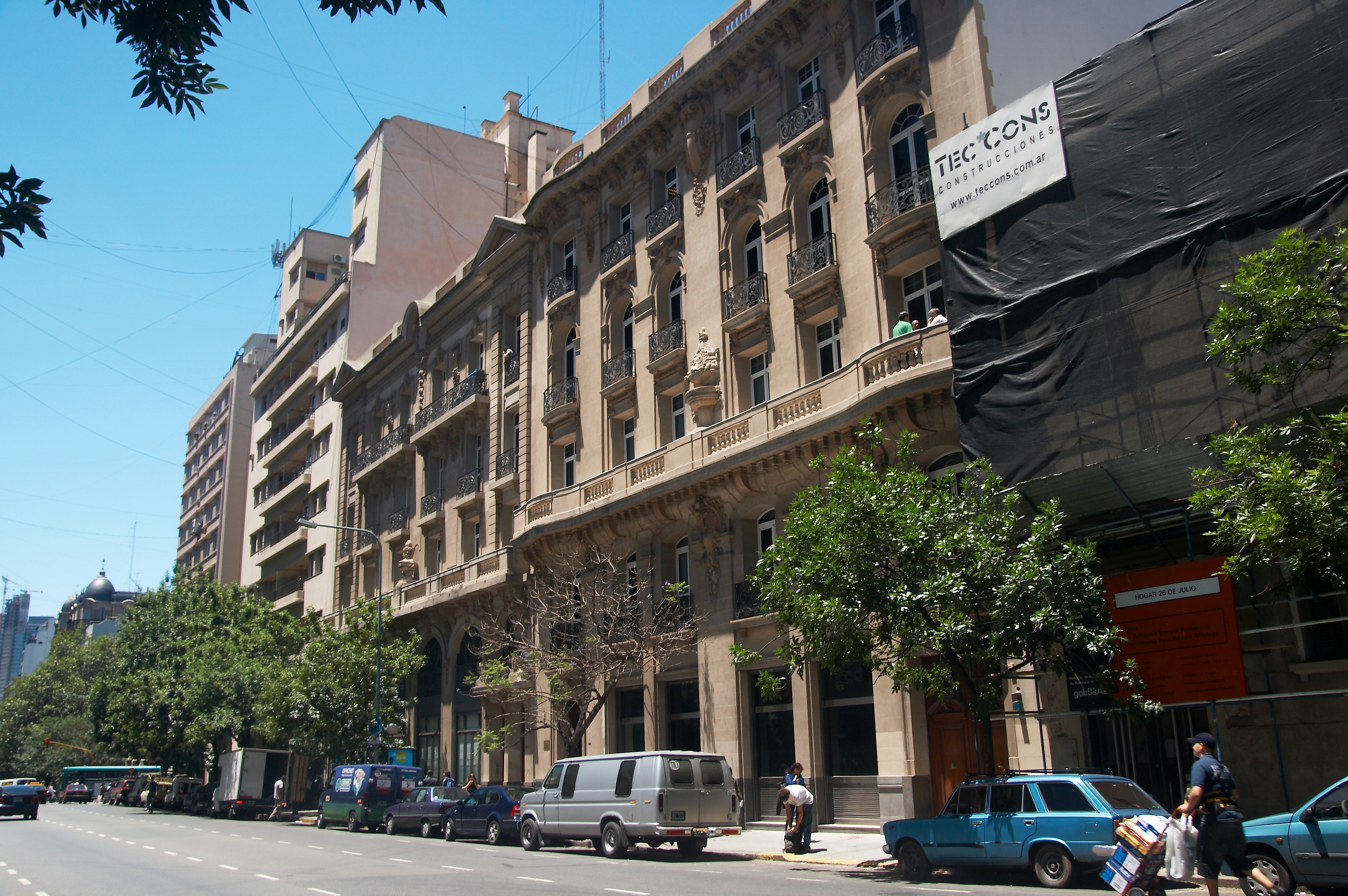
Belgrano 456
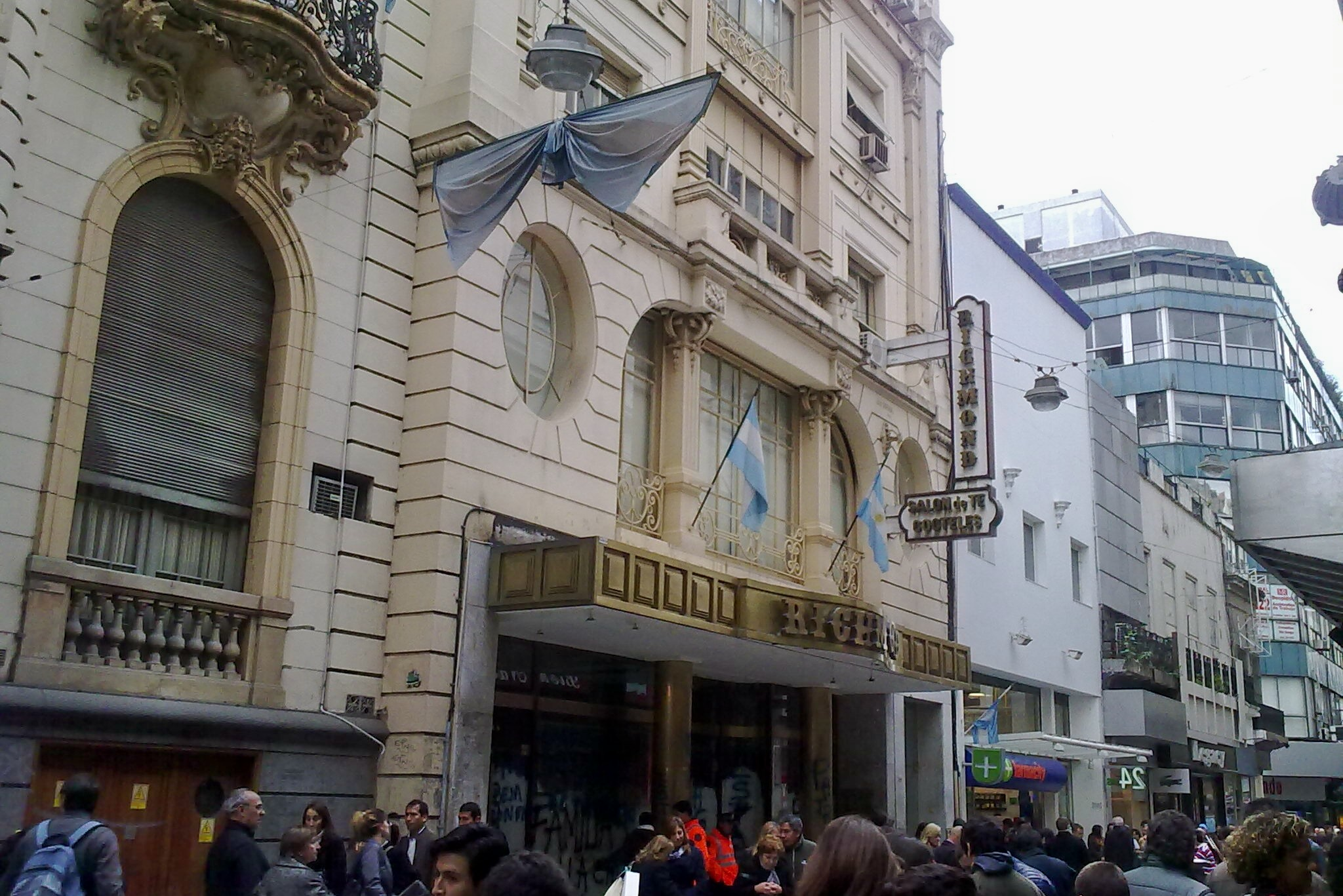
Ex Confitería Richmond